# جورج كروغ
جورج كروغ (بالنرويجية البوكمول: Georg Krog)‏ هو محامي نرويجي، ولد في 2 يوليو 1915 في برغن في النرويج، وتوفي في 3 أغسطس 1991 في درامن في النرويج.

## وصلات خارجية
- جورج كروغ على موقع SpeedSkatingBase.eu (الإنجليزية)
- جورج كروغ على موقع SpeedSkatingNews.info (الإنجليزية)
- جورج كروغ على موقع SpeedSkatingStats.com (الإنجليزية)
- جورج كروغ على موقع اللجنة الأولمبية الدولية (الإنجليزية)
- جورج كروغ على موقع أوليمبيديا (الإنجليزية)